# توماس کالابرو
توماس کالابرو (انگلیسی: Thomas Calabro؛ زادهٔ ۳ فوریهٔ ۱۹۵۹) یک هنرپیشه، کارگردان، و تهیه‌کننده اهل ایالات متحده آمریکا است.